# The Man Who Sold the World (альбом)
The Man Who Sold the World (с англ. — «Человек, который продал мир») — третий студийный альбом Дэвида Боуи, был издан в ноябре 1970 года в США и в апреле 1971 года в Великобритании. Это первая из пластинок Боуи, над которой работали музыканты, позже составившие костяк группы The Spiders from Mars. Хотя музыкальный биограф Дэвид Бакли охарактеризовал предыдущий альбом музыканта, Space Oddity, как его «первый достойный альбом», по мнению редакторов New Musical Express Роя Карра и Чарльза Шаара Мюррея именно The Man Who Sold the World «стал тем альбомом, с которого началось восхождение Боуи к славе».

## Производство и стиль
Сочинение альбома проходило в доме Боуи  — особняке начала двадцатого века, преобразованном в многоквартирный дом (Хаддон Холл, в Бекенхэме), атмосфера которого, по описаниям одного из посетителей, напоминала «гостиную Дракулы». Поскольку незадолго до этого Боуи расписался со своей невестой Энджи (церемония бракосочетания состоялась 19 марта 1970 года), в основном над музыкой работали гитарист Мик Ронсон и бас-гитарист/продюсер Тони Висконти. Несмотря на недовольство тем фактом, что Боуи проводил чрезмерно много времени с женой, проявляя меньше интереса к музыке, позже Висконти охарактеризовал эту запись как свою лучшую работу с Боуи вплоть до пластинки Scary Monsters (and Super Creeps), которая была записана десять лет спустя.
Сам Дэвид Боуи сказал в интервью 1998 года: "Я действительно возражал против мнения, что я не писал «The Man Who Sold the World». Вам нужно только проверить изменения аккорда. Никто не пишет такие изменяющиеся аккорды". Песни "The Width of a Circle" и "The Supermen" уже существовали до начала сессий. Ральф Мэйс играл на модульном синтезаторе Moog, позаимствованным у Джорджа Харрисона; Мэйс был 40-летним концертным пианистом, который также возглавлял отдел классической музыки в Mercury Records.

## Музыка и лирика
По словам музыкального критика Грега Кота, этот альбом означал смену направления Боуи в хард-рок. Большая часть альбома имеет музыкальную основу, которая была близка по звучанию к записями таких групп, как Led Zeppelin и Black Sabbath, тем самым звук альбома очень отличался от большей части предыдущего материала Боуи. Также, альбом содержал необычные музыкальные ходы: например, в заглавной композиции использовались латиноамериканские ритмы. «Тяжелое» звучание альбома сочеталось с лирикой на злобу дня, среди тем песен были: безумие («All the Madmen»), комментарии по поводу войны во Вьетнаме («Running Gun Blues»), всезнающий компьютер («Saviour Machine») и «Мифы Ктулху» Говарда Лавкрафта («The Supermen»). Фантастический текст композиции «The Man Who Sold the World» повествует о том, как автор встречает себя «из вчерашнего дня». Это произведение — одно из многих, в котором Боуи затрагивает тему разотождествления с самим собой, вживанием в альтер эго (Зигги Стардаст) и последующим примирением с этим фактом. Многие музыкальные эксперты отмечали влияние работ Алистера Кроули, Франца Кафки и Фридриха Ницше на содержание альбома.

## Обложка альбома

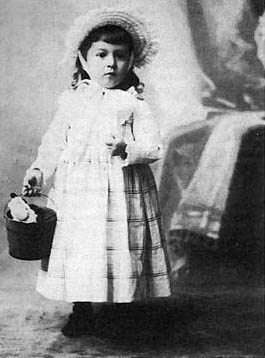
Говард Лавкрафт в раннем детстве (1892), наряженный в платье

Оригинальное американское издание 1970 года, было издано с мультяшной обложкой, нарисованной другом Боуи, художником Майклом Уэллером, на которой был изображён ковбой перед психиатрической больницей. Первая британская обложка, на которой Боуи лежал в том, что он называл «платье человека», была ранним намёком на его заинтересованность в использовании андрогинного имиджа. Платье было разработано британским дизайнером Майклом Фишем. Боуи использовал этот наряд в своём первом американском промотуре — он носил его во время интервью несмотря на тот факт, что американская публика ещё не знала про скандальную британскую обложку. На немецком издании 1971 года было изображено летящее крылатое существо, с головой Боуи и ладонью-телом. Международное переиздание 1972 года (RCA Records) использовало чёрно-белое изображение с Зигги Стардастом  — эта обложка фигурировала вплоть до 1990 года, когда лейбл Rykodisc восстановил первоначальную британскую «обложку с платьем» в новом переиздании диска. Обложку с платьем также использовал лейбл EMI в переиздании пластинки 1999 года.
Существует версия, что обложка альбома — дань уважения писателю Говарду Лавкрафту, которым очень интересовался музыкант и который тоже изображён в платье на фотографии из раннего детства.

## Синглы
Ни одна из песен альбома не была издана в качестве сингла, хотя и промоверсия «All the Madmen» была выпущена в США в 1971 году. Эта же песня была выпущена вместе с «The Width of a Circle» на территории Восточной Европы в 1973 году. «Black Country Rock» была издана в качестве би-сайда к синглу «Holy Holy», на родине музыканта в январе 1971 года — незадолго до выхода альбома. Песня «The Man Who Sold the World» появилась как би-сайд на синглах: «Space Oddity» (выпущенного в США) и «Life on Mars?» (изданного в Великобритании).
Кавер-версии песни «The Man Who Sold the World» была записана многими исполнителями: среди прочих, свой вариант записала  шотландская поп-певица Лулу (композиция была спродюсирована Боуи и Ронсоном). В 1993 году на шоу MTV Unplugged акустическую версию этой композиции исполнила группа Nirvana (один из самых известных каверов).

## Выпуск и влияние
В целом The Man Who Sold the World был более успешен в США (в коммерческом плане и по отзывам критиков), чем в Великобритании; его первое издание 1970—1971 годов журнал Rolling Stone назвал «размеренно превосходным», в то время как Melody Maker назвал его «на удивление отличным», а New Musical Express — «довольно истеричным». Продажи были недостаточно высокими, чтобы занять верхние позиции в чартах Британии и США в то время, однако альбом добрался до #26 в Великобритании и #105 в США после его переиздания 25 ноября 1972 года на волне коммерческого успеха диска The Rise and Fall of Ziggy Stardust and the Spiders from Mars. В звучании пластинки отмечали влияние готик-рока и дарквейва, а также тематику научной фантастики. The Man Who Sold the World оказал влияние на творчество таких исполнителей, как Siouxsie and the Banshees, The Cure, Гэри Ньюмана, Джона Фокс и Nine Inch Nails.

## Список композиций
Все песни написаны Дэвидом Боуи.
1. «The Width of a Circle» — 8:05
2. «All the Madmen» — 5:38
3. «Black Country Rock» — 3:32
4. «After All» — 3:51
5. «Running Gun Blues» — 3:11
6. «Saviour Machine» — 4:25
7. «She Shook Me Cold» — 4:13
8. «The Man Who Sold the World» — 3:55
9. «The Supermen» — 3:38

Примечание: в оригинальной версии полноформатной пластинки первая сторона содержит треки 1—4, вторая сторона — 5—9.

## Издание на компакт-диске
The Man Who Sold the World впервые был выпущен на CD лейблом RCA Records в 1984 году. Немецкое (RCA PD84654, для европейского рынка) и японское издание (RCA PCD1-4816, для рынка США) смикшированы из различных лент и не являются идентичными для каждого региона.
Альбом был переиздан лейблом Rykodisc (КОД 10132) / EMI (CDP 79 1837 2) 30 января 1990 года с расширенным списком композиций, в том числе с перезаписанной песней «Holy Holy» 1971 года, которая была неправильно описана как оригинальная сингл версия 1970 года. Боуи наложил вето на добавление в издание более ранних записей, которые доступны на бутлеге Changesthreeandahalf. Rykodisc позже выпустил этот альбом в издании 20th Anniversary Edition (КОД 80132), с 20-битным цифровым ремастерингом звука.

### Бонус-треки (Rykodisc 1990)
1. «Lightning Frightening» (ранее не издавался) — 3:38
2. «Holy Holy» (1971 rerecording of A-side from 1970 non-LP single) — 2:20
3. «Moonage Daydream» (1971 Arnold Corns version) — 3:52
4. «Hang On to Yourself» (1971 Arnold Corns version) — 2:51

В 1999 году альбом (без бонус-треков) был переиздан вновь лейблами Virgin/EMI (7243 521 901 0 2), все композиции подверглись 24-битному цифровому ремастерингу звука. Японский мини-альбом (EMI TOCP-70142) воспроизводит обложку и текстуры оригинального издания Mercury Records.

## Участники записи
- Дэвид Боуи: вокал, гитара, стилофон
- Мик Ронсон: гитара, вокал
- Тони Висконти: бас, фортепиано, гитара
- Мик Вудмэнси: ударные, перкуссия
- Ральф Мэйс: синтезатор Moog

### Продюсеры
- Тони Висконти: продюсер
- Кен Скотт: аудиоинженер

## Хит-парады

### Альбом
| Год  | Хит-парад       | Высшая позиция |
| ---- | --------------- | -------------- |
| 1972 | UK Albums Chart | 26             |
| 1973 | Billboard 200   | 105            |

| |  |  |
| Варианты обложек альбома. Слева направо: оригинальное американское издание; немецкое издание 1971 года; издание RCA Records 1972 года |  |  |